# ۱۲۰۷ (قمری)
۱۲۰۷ (قمری)، هزار و دویست و هفتمین سال در گاهشماری هجری قمری است. اول محرم این سال برابر با نوزدهم اوت سال ۱۷۹۲ میلادی است.